# Zhang Yu (attrice)
Zhang Yu (张瑜S, Zhāng YúP; Shanghai, 19 ottobre 1957) è un'attrice cinese.

## Biografia
In occasione del centenario della nascita dell'industria cinematografica in Cina nel 2005, la China Film Performance Art Academy l'ha inserita nella lista dei "100 migliori attori in 100 anni di cinema cinese".